# توشا تسانگ
توشا تسانگ (انگلیسی: Tosha Tsang؛ زادهٔ ۱۷ اکتبر ۱۹۷۰) ورزشکار روئینگ اهل کانادا است.
وی در مسابقات کشوری و بین‌المللی در مجموع برندهٔ ۱ مدال نقره شده‌است.